# هلوها (فیلم)
هلوها (انگلیسی: Peaches) فیلمی است که در سال ۲۰۰۴ منتشر شد. از بازیگران آن می‌توان به هوگو ویوینگ اشاره کرد.